# Dorotea de Sajonia-Lauenburgo

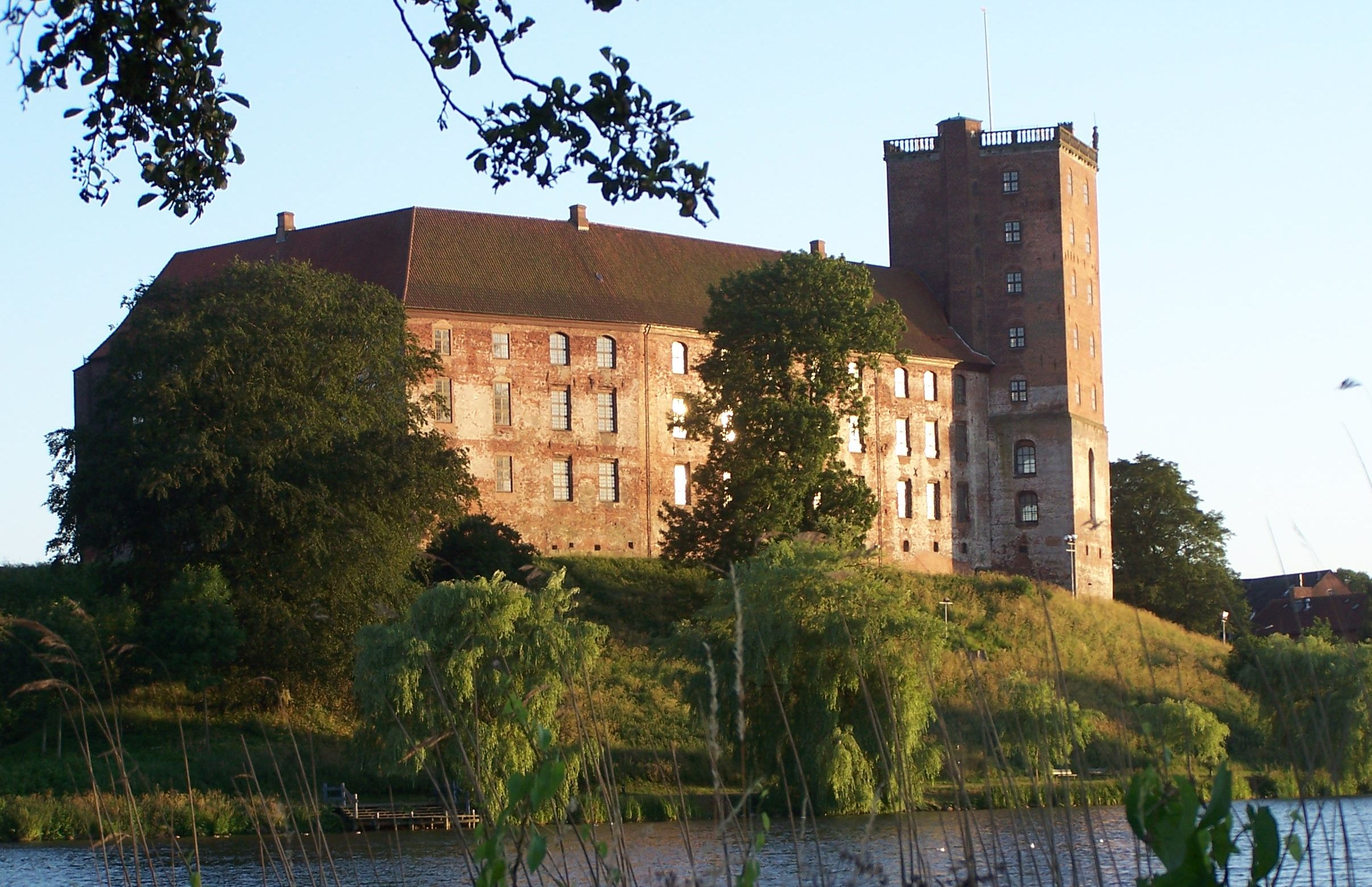
Palacio de Kolding.

Dorotea de Sajonia-Lauenburgo (en alemán, Dorothea von Sachsen-Lauenburg; Lauenburgo, 9 de julio de 1511-Sønderborg, 7 de octubre de 1571) fue reina consorte de Dinamarca y Noruega desde su matrimonio con Cristián III en 1525.

## Biografía
Era hija del duque Magnus I de Sajonia-Lauenburgo y de Catalina de Brunswick-Wolfenbüttel, y hermana de Catalina de Sajonia-Lauenburgo, reina consorte de Suecia.

### Matrimonio e hijos
Contrajo matrimonio el 29 de octubre de 1525 con el entonces duque Cristián de Lauenburgo, sin que el enlace contara con la autorización del padre del novio. La joven pareja vivió durante sus primeros años de casados en Haderslev y Tørning. En 1529, siendo ya príncipes herederos, fueron enviados a Noruega para ejercer como virreyes.
En 1534, su marido fue nombrado rey por la burguesía, evento que desencadenó una guerra civil. Durante los años de guerra, Dorotea permaneció un tiempo en Holstein, pero finalmente tuvo que refugiarse con su familia en Alemania. Al final del conflicto, fue coronada en Copenhague.
Cristián III murió en 1559. Como su viuda, Dorotea recibió la posesión del castillo de Sønderborg, si bien pasó la mayor parte del resto de su vida en el palacio de Koldinghus en Kolding. Ahí, siendo vecina de su cuñado Juan, comenzó una relación sentimental con éste —once años menor que ella— y planeó casarse por segunda ocasión; sin embargo, esa posibilidad fue rechazada por la iglesia y por una parte de la familia.
Falleció en 1571 en el palacio de Sønderborg. Sus restos mortales fueron sepultados en la capilla del mismo, pero en 1581 fueron trasladados junto a los del rey Cristián III a la Catedral de Roskilde por orden de su hijo, Federico II, quien mandó erigir un fastuoso monumento en la tumba de sus padres.
- Ana (1532-1585), esposa del elector Augusto de Sajonia desde 1548.
- Federico II (1534-1588), rey de Dinamarca y Noruega.
- Magnus (1540-1583), obispo de Øsel y Curlandia, rey de Livonia.
- Juan el Joven (1545-1622), duque de Schleswig-Holstein-Sonderburg. De él descienden Cristián IX y toda la Casa de Glücksburg.
- Dorotea (1546-1617), consorte del duque Guillermo de Brunswick-Luneburgo.